# Óscar Aguirregaray
Óscar Osvaldo Aguirregaray Acosta (Artigas, 25 de outubro de 1959) é um ex-treinador e futebolista uruguaio que atuava como zagueiro. 
É pai de Matías Aguirregaray, futebolista nascido em Porto Alegre no ano de 1989.

## Carreira

### Futebol uruguaio
Defendeu os dois grandes times de seu país, Nacional e Peñarol, além do Defensor Sporting. 

### Palmeiras e Inter
Jogou também no futebol brasileiro, pelo Palmeiras e, mais marcantemente, pelo Internacional de Porto Alegre. 
No Colorado, foi vice-campeão nacional em 1988, participando do Grenal do Século, ao lado de um compatriota e quase "xará", Diego Aguirre (que, como ele, possui origens bascas). 

## Seleção
Aguirregaray defendeu a Seleção Uruguaia nas Copa América de 1987 e 1995, conquistando o título em ambas (que, até igual conquista em 2011, haviam sido as últimas conquistas da Celeste). Em 2006, foi técnico do River Plate do Uruguai ao lado do ex-colega de seleção Pablo Bengoechea (outro descendente de bascos).

## Títulos

### Como jogador
Nacional
- Copa Libertadores da América: 1980
- Campeonato Uruguaio: 1980 e 1983
- Copa Intercontinental: 1980
- Liguilla Pre-Libertadores de América: 1982

Seleção Uruguaia
- Copa América: 1987 e 1995

Defensor Sporting
- Campeonato Uruguaio: 1987 e 1991
- Liguilla Pre-Libertadores de América: 1991

Peñarol
- Campeonato Uruguaio: 1994, 1995, 1996, 1997 e 1999
- Liguilla Pre-Libertadores de América: 1994 e 1997